# Јуф (Швајцарска)
Јуф је сеоско насеље у швајцарској општини Аверс, у кантону Граубинден. Смештено на 2 126 m (6 975 стопа) надморске висине, сврстава се међу највиша сеоска насеља са сталним становништвом у Европи, и међу најхладније локалитете. 
2016. године село је имало популацију од 31 становника подељену између шест породица концентрисаних у засеоке. 1991. године у селу је било 20, а 2001. г. 30 становника. Први становници Јуфе населили су се 1292. године.